# Atimonan
Đô thị Atimonan (tiếng Filipino: Bayan ng Atimonan) là một đô thị ở tỉnh Quezon, Philippines. Đô thị này tọa lạc ở bờ tây của tỉnh, 173 km về phía đông nam Manila. Atimonan giáp các đô thị Gumaca, Plaridel, Pagbilao và Padre Burgos. Theo điều tra dân số năm 2007, đô thị này có dân số 59.157 người..

## Các đơn vị hành chính
Về mặt hành chính, đô thị này được chia thành 42 khu phố (barangay).
| - Angeles - Balubad - Balugohin - Barangay Zone 1 (Pob.) - Barangay Zone 2 (Pob.) - Barangay Zone 3 (Pob.) - Barangay Zone 4 (Pob.) - Buhangin - Caridad Ibaba - Caridad Ilaya - Habingan - Inaclagan - Inalig - Kilait | - Kulawit - Lakip - Lubi - Lumutan - Magsaysay - Malinao Ibaba - Malinao Ilaya - Malusak - Manggalayan Bundok - Manggalayan Labak - Matanag - Montes Balaon - Montes Kallagan - Ponon | - Rizal - San Andres Bundok - San Andres Labak - San Isidro - San Jose Balatok - San Rafael - Santa Catalina - Sapaan - Sokol - Tagbakin - Talaba - Tinandog - Villa Ibaba - Villa Ilaya |